# 1525 Savonlinna
1525 Savonlinna (1939 SC) là một tiểu hành tinh vành đai chính được phát hiện ngày 18 tháng 9 năm 1939 bởi Y. Vaisala ở Turku.